# Copa Real Federación Española de Fútbol (fase autonómica de Andalucía Occidental y Ceuta)
La fase autonómica de Andalucía Occidental y Ceuta de la Copa Real Federación Española de Fútbol, conocida popularmente como Copa de Andalucía Occidental y Ceuta, es una competición oficial de fútbol organizada por la Federación Andaluza de Fútbol para equipos de la Segunda División B, la Tercera División y a veces, de la Preferente Regional que no han podido clasificarse o han sido eliminados en la primera ronda de la Copa del Rey, aunque en las últimas ediciones la inscripción es voluntaria, siempre que sean de clubes que no jueguen en las ligas profesionales que son (Primera División y Segunda División).

## Historia
La Copa RFEF actual, fue creada en 1993 y no es considerada por la RFEF como la original, que se disputó entre los años 1944 y 1953, solo jugándose en la última edición una fase clasificaría mediante una liguilla, que comprendía a toda Andalucía que fue ganada por el Xerez Club Deportivo. 
Actualmente ningún club campeón de la fase regional ha conseguido ganar la Copa de la RFEF, siendo lo más lejos que han conseguido llegar a los cuartos de final que fueron respectivamente la UD Los Palacios, el CD Alcalá y el Betis Deportivo Balompié, aunque cabe destacar que en la temporada 1953-54, tras decidir la RFEF, que la competición no se disputaría ese año las federaciones autonómicas de Andalucía, País Vasco, Extremadura, Castilla y León, Aragón, Cantabria y el Protectorado de Marruecos se pusieron de acuerdo unilateralmete, para celebrar el campeonato, ganando el Real Betis tras vencer por 3-2 al vigente campeón el Real Valladolid, pero por desgracia dicho campeonato nunca fue reconocido por la RFEF como un campeonato oficial. 
El campeonato se suele disputar entre principios y mediados del mes de septiembre, justo unas semanas antes de que empiece la Copa de la RFEF  a principios de octubre. El número de eliminatorias es según el número de equipos participantes, siendo todos los partidos a ida y vuelta y en caso de empate se va los penaltis a excepción de la final que si hay prórroga y después si el partido no se resuelve a los penaltis.   
Los clubes de campeones de la fase regional, obtienen una pequeña copa, además de un premio en metálico y la clasificación para la fase nacional de la Copa RFEF. Los subcampeones por su parte obtienen un premio en metálico menor y además de una placa de recuerdo de la final.   
Esta copa, no es realmente la sustituta de la  Copa de Andalucía, que no se disputa desde 1940, aunque cabe destacar que en 2015 tras fracasar su reinvento de recuperarla, se jugó un partido amistoso entre el CD Gerena campeón de la Fase Occidental y el Linares Deportivo campeón de la Fase Oriental, ganado por el Linares por 3-1.

## Palmarés
| Temp.   | Campeón                     | Subcampeón              | Resultado           |
| ------- | --------------------------- | ----------------------- | ------------------- |
| 1993-94 | CD San Juan de Aznalfarache | -                       | -                   |
| 1994-95 | UD Los Palacios             | -                       | -                   |
| 1995-96 | CD Isla Cristina            | -                       | -                   |
| 1996-97 | CD San Fernando             | -                       | -                   |
| 1997-98 | AD Ceuta                    | -                       | -                   |
| 1998-99 | CD Isla Cristina            | -                       | -                   |
| 1999-00 | -                           | -                       | -                   |
| 2000-01 | CD San Fernando             | -                       |                     |
| 2001-02 | AD San José                 | -                       | -                   |
| 2002-03 | AD Ceuta                    | -                       | -                   |
| 2003-04 | -                           | -                       | -                   |
| 2004-05 | CD Villanueva               | -                       | -                   |
| 2005-06 | -                           | -                       | -                   |
| 2006-07 | CD Villanueva               | Algeciras CF            | 0-2 3-1             |
| 2007-08 | CD Linares                  | Club Recreativo Granada | 2-1 -               |
| 2008-09 | -                           | -                       | -                   |
| 2009-10 | Recreativo de Huelva B      | -                       | -                   |
| 2010-11 | Córdoba CF B                | -                       | -                   |
| 2011-12 | Sevilla Atlético Club       | -                       | -                   |
| 2012-13 | Coria CF                    | -                       | único club inscrito |
| 2013-14 | CD Alcalá                   | CD Cabecense            | 6-1 1-1             |
| 2014-15 | CD Gerena                   | San Fernando CD Isleño  | 2-3 3-1             |
| 2015-16 | UB Lebrijana                | CD Gerena               | 1-0 1-1             |
| 2016-17 | San Fernando CD Isleño      | Real Betis B            | 1-0 1-1             |
| 2017-18 | Real Betis B                | Algeciras CF            | 2-2 1-0             |
| 2018-19 | Real Betis B                | CD Huétor Tájar         | 2-1 2-2             |
| 2019-20 | CD Utrera                   | -                       | único club inscrito |
| 2020-21 | Xerez CD                    | CD Ciudad de Lucena     | 2-0                 |
| 2021-22 | CD Betis de Hadu            | -                       | único club inscrito |
| 2022-23 | CD Betis de Hadu            | -                       | único club inscrito |
| 2023-24 | Polillas Atlético           | -                       | único club inscrito |
| 2024-25 | C. D. Príncipe Alfonso      | -                       | único club inscrito |

En la siguiente tabla se muestran todos los clubes que han disputado alguna vez una final. Aparecen ordenados por número de títulos conquistados.

### Palmarés por club
| Equipo                      | Campeonatos | Años campeón |
| --------------------------- | ----------- | ------------ |
| CD Isla Cristina            | 2           | 1996, 1999   |
| CD San Fernando             | 2           | 1997, 2001   |
| AD Ceuta                    | 2           | 1998, 2003   |
| CD Villanueva               | 2           | 2005, 2007   |
| Real Betis B                | 2           | 2018, 2019   |
| CD Betis de Hadu            | 2           | 2022, 2023   |
| CD San Juan de Aznalfarache | 1           | 1994         |
| UD Los Palacios             | 1           | 1995         |
| AD San José                 | 1           | 2002         |
| CD Linares                  | 1           | 2008         |
| Recreativo de Huelva B      | 1           | 2010         |
| Córdoba CF B                | 1           | 2011         |
| Sevilla Atlético Club       | 1           | 2012         |
| Coria CF                    | 1           | 2013         |
| CD Alcalá                   | 1           | 2014         |
| CD Gerena                   | 1           | 2015         |
| UB Lebrijana                | 1           | 2016         |
| San Fernando CD Isleño      | 1           | 2017         |
| CD Utrera                   | 1           | 2020         |
| Xerez CD                    | 1           | 2021         |
| Polillas Atlético           | 1           | 2024         |
| C. D. Príncipe Alfonso      | 1           | 2025         |

### Palmarés por provincias
| Provincia            | Campeonatos | Clubes campeones                                                                      |
| -------------------- | ----------- | ------------------------------------------------------------------------------------- |
| Provincia de Sevilla | 11          | Real Betis B (2)                                                                      |
| Ceuta                | 6           | AD Ceuta (2), CD Betis de Hadu (2), Polillas Atlético (1), C. D. Príncipe Alfonso (1) |
| Provincia de Cádiz   | 4           | CD San Fernando (2), San Fernando CD Isleño (1), Xerez CD (1)                         |
| Provincia de Huelva  | 3           | CD Isla Cristina (2), Atlético Onubense (1)                                           |
| Provincia de Córdoba | 3           | CD Villanueva (2), Córdoba CF B (1)                                                   |
| Provincia de Jaén    | 1           | CD Linares (1)                                                                        |